# سيباستيان دي شوناك
سيباستيان دي شوناك (بالفرنسية: Sébastien de Chaunac)‏ مواليد 7 أكتوبر 1977 في فرنسا، هو لاعب كرة مضرب فرنسي سابق بدأ مسيرته كمحترف سنة 1998 وكان يلعب باليد اليمنى، اعتزل اللعب في 2010. أعلى تصنيف له في الفردي كان المركز الـ 130 في سنة 2009. أعلى تصنيف له في الزوجي كان المركز الـ 265 في سنة 2004.

## النهائيات

### الفوز (3)
| الرقم | التاريخ        | الدورة                    | الأرضية | الشريك         | المنافس في النهائي        | النتيجة                 |
| 1.    | 10 أبريل 2000  | سانت بريوك، فرنسا         | ترابية  | أوليفير باتنشي | ماكسيم بوي جيروم هانكيز   | انتصار سهل              |
| 2.    | 15 سبتمبر 2003 | ماندفيل، الولايات المتحدة | صلبة    | زاك فليشمان    | بينيديكت دورش ماتيا زغاغا | 6–7(3–7), 7–6(7–2), 6–3 |
| 3.    | 24 يناير 2005  | هايلبرون، ألمانيا         | سجاد    | ميكال مرتيناك  | جيل إلسينير جيلس مولر     | 6–2, 3–6, 6–3           |

### الوصافة (1)
| الرقم | التاريخ      | الدورة                   | الأرضية | الشريك         | المنافس في النهائي         | النتيجة  |
| 1.    | 28 مايو 1999 | هاتفيلد، المملكة المتحدة | ترابية  | أوليفييه موتيس | سيمون ديكسون داني سابسفورد | 7–5, 6–0 |

## روابط خارجية
- سيباستيان دي شوناك على موقع رابطة محترفي التنس (الإنجليزية)
- سيباستيان دي شوناك على موقع الاتحاد الدولي لكرة المضرب (الإنجليزية)
- سيباستيان دي شوناك على موقع خلاصة التنس.كوم (الإنجليزية)